# شهاب الدين الخيوقي
شهاب الدين خيوقي أو الإمام شهاب الدين أبوسعد بن عمر خيوقي كان من فقهاء خوارزم. هرب من خوارزم إلى مدينة نسا في خراسان الكبرى أثناء الغزو المغولي لخوارزم ولكن قتل هناك بيد مغول سنة 618 هـ.
اقترح الخيوقي لمحمد خوارزم شاه الثاني قبل الغزو المغولي قائلا: «اجمع عساكرك ويكون النَّفير عامًّا، فَإِنَّهُ يجب عَلَى الإِسْلَام ذلك، ثُمَّ تسير بالجيوش إلى جانب سَيْحون، وَهُوَ نهر كبير يفصل بين التُّرك وبلاد ما وراء النَّهْر، فتكون هناك، فَإِذَا وصلَ إِلَيْهِ العدوّ وقد سار مسافة بعيدة، لقيناه وَنَحْنُ مستريحون، وهم في غاية التَّعب» لكن الأمراء رفضوا هذا الاقتراح وفضًلوا المواجهة في ما وراء النهر وقبل السلطان اقتراح الأمراء.